# Lookout
Lookout（ルックアウト）とは、Lookout社が開発するインターネットセキュリティスイート及び携帯電話管理アプリである。

## 概要
黄緑のルーローの三角形のロゴが特徴的である。日本語を含めた11ヶ国語に対応しており、Android携帯端末・タブレットPCのscan・データのバッグアップ、端末検索が出来る。ログイン及びアカウント作成が必要。価格は無料だが、有料版も存在する。
2013年時点でのユーザー数は4000万人を超える。ドイツのセキュリティソフト第三者評価機関のAV-TESTが実施した試験によれば、マルウェア検出率が99％を超え、高い評価を得ている。

## 機能
- セキュリティスキャン
- バックアップ（有料版では画像の保存が可能である）
- 個人情報検出機能（有料版のみ）
- セーフブラウシング（有料版のみ）
- 端末検索
- 盗難アラート(有料版のみ)
- ロック（有料版のみ）
- ワイプ（有料版のみ）
- セキュリティ侵害レポート(英語版のみ)